# Campionato italiano di hockey su ghiaccio 2013-2014
Il Campionato italiano di hockey su ghiaccio 2013-2014 (che fu l'80ª edizione del torneo) venne riformato rispetto agli anni precedenti: fu infatti articolato in Elite.A, Seconda Divisione (che si disputava in concomitanza alla INL) e Serie B (la ex Serie C), organizzate dalla FISG, e nella Serie C Interregionale (la ex Serie D), organizzata dai comitati regionali federali.

## Struttura
A partire da questa stagione i campionati furono quindi organizzati nei seguenti livelli:
| Livello | Denominazione campionato | Partecipanti |
| ------- | ------------------------ | ------------ |
| 1º      | Elite.A                  | 8            |
| 2º      | Seconda Divisione        | 5            |
| 3º      | Serie B                  | 12           |
| 4º      | Serie C Interregionale   | 6            |

## Elite.A
Rispetto alla stagione precedente sono state apportate numerose modifiche al campionato. È stato approvato un nuovo nome, dalla tradizionale Serie A si è passati alla nuova forma Elite.A. Dall'ultimo campionato sono state confermate sette squadre partecipanti, più l'aggiunta dei Vipiteno Broncos, promossi dalla Serie A2 (sebbene non vinta). L'Hockey Club Bolzano ha abbandonato il campionato italiano per trasferirsi nella lega austriaca, la EBEL, l'Alleghe per problemi finanziari ha rinunciato all'iscrizione mentre il Pontebba già retrocesso si è trasferito nel campionato della Carinzia.
Vi parteciparono quindi otto squadre, tutte dislocate nel nord Italia ed in particolare, tranne due, nel Triveneto. Le squadre iscritte erano:
- Asiago - Campione in carica
- Cortina
- Fassa Falcons
- Milano Rossoblu
- Ritten-Renon
- Valpellice
- Val Pusteria
- Vipiteno Broncos

In seguito alla riduzione del numero delle squadre da dieci ad otto formazioni fu modificato il calendario: la stagione regolare fu suddivisa in tre gironi con turni di andata e ritorno, per un totale di 42 giornate. Fu abolita la seconda fase del Master Round e del girone per evitare i playout. Al termine della stagione regolare si passò direttamente ai playoff con le serie al meglio delle sette gare.
Il Campionato iniziò a fine settembre per terminare a metà aprile. Come punteggio vennero attribuiti 3 punti per la vittoria entro i 60 minuti di gioco; 1 punto per ciascuna squadra in caso di pareggio più un punto per la squadra che si aggiudicò l'incontro ai supplementari o ai tiri di rigore.
In caso di parità al termine di ogni incontro (Regular Season e Play-Off) venne prevista la disputa di un tempo supplementare di 5 minuti (in 4 contro 4) senza rifacimento del ghiaccio, al quale far seguire gli eventuali tiri di rigore (una serie di 5 rigori a differenza di 3 come avvenne invece nella stagione precedente).
| Squadre iscritte alla Elite.A nel campionato 2013-14 | Squadre iscritte alla Elite.A nel campionato 2013-14 | Squadre iscritte alla Elite.A nel campionato 2013-14 | Squadre iscritte alla Elite.A nel campionato 2013-14 | Squadre iscritte alla Elite.A nel campionato 2013-14 |
| Club                                                 | Città                                                | Arena                                                | Capacità                                             |                                                      |
| ---------------------------------------------------- | ---------------------------------------------------- | ---------------------------------------------------- | ---------------------------------------------------- | ---------------------------------------------------- |
| Asiago Hockey                                        | Asiago                                               | Hodegart                                             | 3.000                                                |                                                      |
| SG Cortina                                           | Cortina d'Ampezzo                                    | Stadio Olimpico del Ghiaccio                         | 2.700                                                |                                                      |
| Milano Rossoblu                                      | Milano                                               | Stadio del ghiaccio Agorà                            | 4.000                                                |                                                      |
| HC Pustertal                                         | Brunico                                              | Leitner Solar Arena                                  | 2.050                                                |                                                      |
| Ritten Sport                                         | Collalbo                                             | Arena Ritten                                         | 1.200                                                |                                                      |
| HC Val di Fassa                                      | Alba di Canazei                                      | Gianmario Scola                                      | 3.500                                                |                                                      |
| HC Valpellice                                        | Torre Pellice                                        | Cotta Morandini                                      | 2.440                                                |                                                      |
| WSV Sterzing Broncos                                 | Vipiteno                                             | DiscoArena                                           | 1.700                                                |                                                      |

## Seconda Divisione
Rivoluzionato anche il campionato di A2 che in un primo momento non si doveva disputare a causa della partenza di cinque squadre verso la INL, oltre alla promozione, o meglio, al consenso all'iscrizione del Vipiteno in Elite.A. Solo a pochi giorni dal via dei tornei (quando alcune squadre si erano ormai già iscritte in serie B -la ex serie C-) si decise di far disputare comunque la A2 che in questa stagione assunse la nuova denominazione di Seconda Divisione. Le squadre iscritte in INL partecipavano, (sul modello dell'Alpenliga), a tale campionato, e i punti conquistati negli scontri diretti in INL valevano per la classifica del campionato di Seconda Divisione. Oltre ai punti conquistati durante le partite tra squadre italiane in INL si decise di far giocare un mini-girone di andata (4 partite per squadra) tra i team italiani, sempre valevole per la classifica finale. Le prime 4 squadre classificate avranno poi accesso alla Final Four che si dovrà disputare in casa della capolista.
Le 5 squadre sono tutte concentrate in Alto Adige:
- Eppan-Appiano - Campione in carica
- Kaltern-Caldaro
- Neumarkt-Egna
- Gherdëina
- Merano

Il calendario come ricordato segue i turni della Inter-National-League. I derby italiani varranno anche per il campionato italiano con 3 punti per la vittoria, zero punti in caso di sconfitta, 2 e 1 punto spartiti in caso la partita arrivi ai supplementari. Oltre alle 8 gare da disputarsi in INL vi sarà un ulteriore girone di 4 partite (solo gare di andata). La Final Four si disputerà il 15 e 16 febbraio 2014.
| Squadre iscritte in Seconda Divisione nel campionato 2013/14 | Squadre iscritte in Seconda Divisione nel campionato 2013/14 | Squadre iscritte in Seconda Divisione nel campionato 2013/14 | Squadre iscritte in Seconda Divisione nel campionato 2013/14 | Squadre iscritte in Seconda Divisione nel campionato 2013/14 |
| Club                                                         | Città                                                        | Arena                                                        | Capacità                                                     |                                                              |
| ------------------------------------------------------------ | ------------------------------------------------------------ | ------------------------------------------------------------ | ------------------------------------------------------------ | ------------------------------------------------------------ |
| HC Eppan                                                     | Appiano sulla Strada del Vino                                | Stadio del Ghiaccio di Appiano                               | 1.500                                                        |                                                              |
| HC Gherdëina                                                 | Selva di Val Gardena                                         | Pranives                                                     | 2.000                                                        |                                                              |
| SV Kaltern                                                   | Caldaro sulla strada del vino                                | Palaghiaccio Caldaro                                         | 1.500                                                        |                                                              |
| HC Merano                                                    | Merano                                                       | MeranArena                                                   | 3.000                                                        |                                                              |
| HC Neumarkt                                                  | Egna                                                         | WürthArena                                                   | 1.200                                                        |                                                              |

## Serie B
Dato che inizialmente il campionato di Seconda Divisione non si doveva disputare, il campionato di livello immediatamente successivo alla Elite.A divenne in un primo momento la serie C che per questa stagione cambiò nome in Serie B. Alle uniche due squadre di A2 rimaste della stagione precedente, EV Bozen e Pergine, che decisero di non iscriversi nella INL, oltre alla presenza dell'Alleghe che non si iscrisse in Elite.A per problemi finanziari, il campionato vide poi la presenza di molte delle squadre provenienti dalla Serie C 2012-13, portando così il numero di iscritte a 12.
Anche in questo caso le squadre sono concentrate tutte in nord Italia: 4 in Alto Adige, 3 in Trentino, 3 in Lombardia e 2 in Veneto.
- Alleghe
- Bolzano Junior
- Chiavenna
- Como
- Feltreghiaccio
- Aurora Frogs - Campione in carica
- Old Weasels
- Pergine
- Adige Trento
- Varese
- Val di Sole
- Val Venosta

Il campionato ha inizio all'inizio di ottobre. Il calendario prevede un girone all'italiana con gare di andata e ritorno, per un totale di 22 giornate. Le prime otto classificate accedono ai playoff, con le serie dei quarti, semifinali e finale al meglio delle tre gare.
Così come nello scorso campionato di Serie C nella stagione regolare è possibile il pareggio fra due formazioni al termine del tempo regolamentare (il tempo supplementare si disputa solo nei playoff). I punti attribuiti sono 2 per la vittoria, 1 per il pareggio, e 0 in caso di sconfitta. Alla squadra vincitrice del campionato è data la possibilità di essere promossa in Elite.A.
| Squadre iscritte alla Serie B nel campionato 2013-14 | Squadre iscritte alla Serie B nel campionato 2013-14 | Squadre iscritte alla Serie B nel campionato 2013-14 | Squadre iscritte alla Serie B nel campionato 2013-14 | Squadre iscritte alla Serie B nel campionato 2013-14 |
| Club                                                 | Città                                                | Arena                                                | Capacità                                             |                                                      |
| ---------------------------------------------------- | ---------------------------------------------------- | ---------------------------------------------------- | ---------------------------------------------------- | ---------------------------------------------------- |
| Alleghe Hockey                                       | Alleghe                                              | Stadio Alvise De Toni                                | 2.500                                                |                                                      |
| HC Bolzano Junior                                    | Bolzano                                              | Pista da ghiaccio Sill                               | 2.500                                                |                                                      |
| Old Weasels Bozen                                    | Bolzano                                              | Pista da ghiaccio Sill                               | 2.500                                                |                                                      |
| HC Chiavenna                                         | Chiavenna                                            | Palaghiaccio di Chiavenna                            | 450                                                  |                                                      |
| Hockey Como                                          | Como                                                 | Palaghiaccio Casate                                  | 2.500                                                |                                                      |
| Feltreghiaccio                                       | Feltre                                               | Palaghiaccio Feltre                                  | 6.000                                                |                                                      |
| Aurora Frogs                                         | Ora                                                  | Eisplatz Schwarzenbach                               | 500                                                  |                                                      |
| Hockey Pergine                                       | Pergine Valsugana                                    | Stadio del ghiaccio di Pergine                       | 2.500                                                |                                                      |
| Adige Trento                                         | Trento                                               | Pala Ghiaie                                          | 1.200                                                |                                                      |
| HC Varese                                            | Varese                                               | PalAlbani                                            | 1.200                                                |                                                      |
| HC Val di Sole                                       | Malé                                                 | Stadio del Ghiaccio Malé                             | -                                                    |                                                      |
| HC Val Venosta                                       | Laces                                                | Palaghiaccio Laces/Latsch                            | 400                                                  |                                                      |

## Serie C
La Serie C, organizzata non dalla federazione nazionale bensì dai comitati regionali di Piemonte, Val d'Aosta e Lombardia, è tornata ad essere il quarto livello del campionato. Le squadre iscritte sono state sei. Per la prima volta è stato disputato un torneo parallelo al campionato, denominato Coppa dei Comitati..
| Ambrosiana        | Lombardia   | Milano                  |
| Aosta Gladiators  | Val D'Aosta | Aosta                   |
| Diavoli Rossoneri | Lombardia   | Sesto San Giovanni (MI) |
| Pinerolo          | Piemonte    | Pinerolo (TO)           |
| Real Torino       | Piemonte    | Torino                  |
| Torino Bulls      | Piemonte    | Torino                  |

## Coppa Italia
Alla Coppa Italia 2013-14 accedono 4 squadre, il Renon padrone di casa e altre tre formazioni vincitrici dei tre quarti di finale. Le 4 squadre si incontrano per la final four alla Arena Ritten di Collalbo il 30 novembre e il 1º dicembre 2013.
|  | Semifinali | Semifinali   | Semifinali |              |   | Finale       | Finale | Finale |  |
|  |            |              |            |              |   |              |        |        |  |
|  | 1          | Ritten-Renon | 2          |              |   |              |        |        |  |
|  | 1          | Ritten-Renon | 2          |              |   |              |        |        |  |
|  | 4          | Valpellice   | 1          |              |   |              |        |        |  |
|  | 4          | Valpellice   | 1          |              | 1 | Ritten-Renon | 4‡     |        |  |
|  |            |              |            |              | 1 | Ritten-Renon | 4‡     |        |  |
|  |            |              | 2          | Val Pusteria | 3 |              |        |        |  |
|  | 2          | Val Pusteria | 2          | Val Pusteria | 3 | 3            |        |        |  |
|  | 2          | Val Pusteria |            |              |   |              |        |        |  |
|  | 3          | Asiago       | 1          |              |   |              |        |        |  |

†: partita terminata ai tempi supplementari
‡: partita terminata ai tiri di rigore
 Il Ritten Sport vince la sua seconda Coppa Italia.

## Supercoppa italiana
Per la Supercoppa italiana si sono affrontati, in gara unica organizzata ad Asiago, l'Asiago Hockey, squadra vincitrice dell'ultimo campionato e l'HC Valpellice, detentrice della Coppa Italia.
Gara Unica
| Asiago 17 ottobre 2013, ore 20:30                                       | Asiago    | 1 – 0 (1-0; 0-0; 0-0) referto | Valpellice | Hodegart (1.500 spett.) |
| \| \| \| \| \| DeVergilio (Bentivoglio, Ulmer) 08:10 \| Marcatori \| \| |           |                               |            |                         |
|                                                                         |           |                               |            |                         |
| DeVergilio (Bentivoglio, Ulmer) 08:10                                   | Marcatori |                               |            |                         |

  L'Asiago Hockey ha vinto la sua seconda Supercoppa italiana, battendo il Valpellice col risultato di 1-0.